# 赵南明
赵南明（1939年2月—），男，浙江开化人，中国生物物理学家，清华大学医学院教授。

## 生平
赵南明出生于浙江开化县华埠镇，早年曾就读于开化县立初级中学、衢州第二中学。1956年考入清华大学工程物理系。1962年毕业后留校任教。1978年文化大革命结束后，赵南明成为了中华人民共和国首批52名公派赴美学者之一，先后在加州大学伯克利分校、加州大学欧文分校进修、工作。自此之后，他的研究领域也开始转向生物物理学。1981年回国后，任清华大学生物物理研究室主任。1984年清华大学生物科学与技术系成立后，他出任常务副系主任。次年晋升为教授。1994年，他创立了清华大学生命科学与工程研究院并任院长。2001年，参与创建清华大学医学院并出任常务副院长。

## 社会兼职
赵南明还曾任国务院学位委员会生物学科评议组成员、中国生物物理学会理事长、国际纯粹与应用生物物理学会执行理事、国际科联中国委员会委员等职。

## 奖项和荣誉
他获得过国家教委科技进步一等奖、二等奖，清华大学突出贡献奖（2006年），贝时璋奖（2013年）等奖励，2008年当选国际欧亚科学院院士。